# Porwanie na żądanie
Porwanie na żądanie (tytuł oryg. King’s Ransom) – amerykańsko-kanadyjski film fabularny (komedia kryminalna) z 2005 roku.

## Obsada
- Anthony Anderson jako Malcolm King
- Jay Mohr jako Corey
- Kellita Smith jako Renee King
- Nicole Ari Parker (w czołówce jako Nicole Parker) jako Angela Drake
- Regina Hall jako Peaches Clarke
- Loretta Devine jako Miss Gladys
- Donald Faison jako Andre
- Leila Arcieri jako Kim Baker
- Charles Q. Murphy (w czołówce jako Charlie Murphy) jako Herb Clarke
- Brooke D’Orsay jako Brooke Mayo
- Jackie Burroughs jako babcia